# Annibale (nome)
Annibale  è un nome proprio di persona italiano maschile.

## Varianti
- Femminili: Annibala[2]
  - Alterati: Annibalina[2]

### Varianti in altre lingue
- Catalano: Anníbal[5], Hanníbal[5]
- Croato: Hanibal
- Francese: Hannibal, Annibal
- Inglese: Hannibal[3][6][7]
- Latino: Hannibal[1][2][3]
- Portoghese: Aníbal[3]
- Punico: Hann-i-Ba'al[1][2], Hannibha'al[6]
- Spagnolo: Aníbal[3][5], Hanníbal[5]

## Origine e diffusione

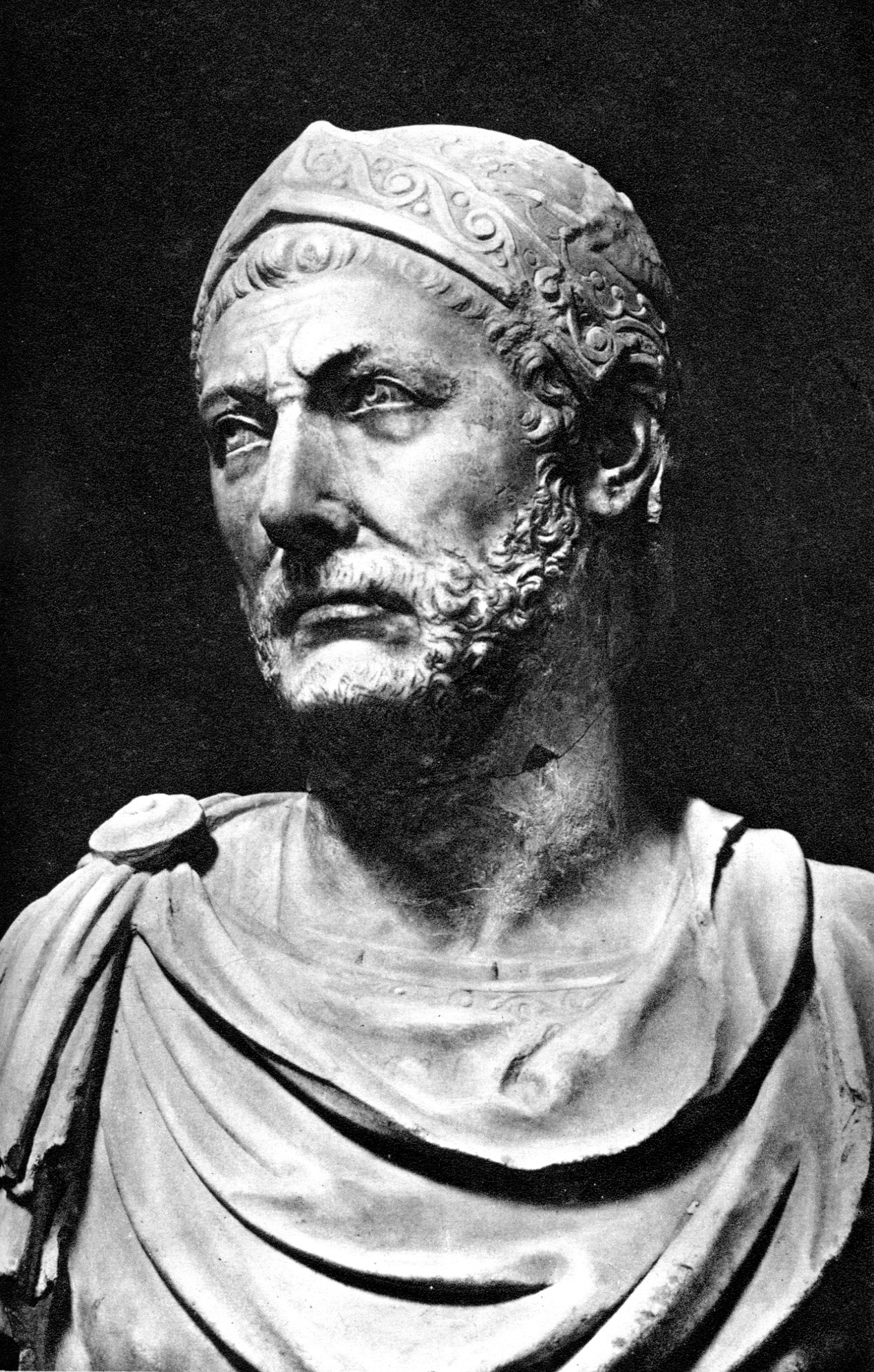
Busto di marmo raffigurante Annibale

Etimologicamente, Annibale deriva da un nome fenicio-punico ricostruibile come Hann-i-Ba'al: esso è composto da hann o han, che significa "grazia" (da una radice comune a quella dei nomi Anna e Anania), combinato, tramite una i che rappresenta il genitivo, con Ba'al, che vuol dire "signore", "padrone" ed era un epiteto di molte divinità semitiche (inclusa una adorata dai Cartaginesi). Il significato complessivo è quindi "grazia di Ba'al" o, secondo altre interpretazioni, "il mio favore è con Ba'al" o "Baal è generoso"; ad ogni modo, fa parte di tutta una schiera di nomi teoforici riferiti Baal, che include tra gli altri Asdrubale, Sofonisba e Baldassarre.
Il nome punico venne reso dai Greci nella forma Ἁννίβας (Hanníbas), terminante in s per l'impossibilità del greco antico di avere una parola terminante in l; in latino passò invece più fedelmente come Hànnibal, da cui discende direttamente la forma italiana, che però eredita l'accentazione sulla i dai casi obliqui (Hannìbalis).
Il nome è noto per essere stato portato da Annibale Barca, comandante militare cartaginese ricordato per i suoi risultati nella seconda guerra punica contro Roma; in Italia è stato ripreso a partire dall'epoca rinascimentale e ha goduto di diffusione relativamente buona; sono registrate anche delle forme femminili, comunque talmente rare che alcune fonti considerano il nome come esclusivamente maschile. In Gran Bretagna è attestato dal XVI secolo, in particolare in Cornovaglia e Devon.

## Onomastico
L'onomastico si festeggia il 1º giugno in memoria di sant'Annibale Maria Di Francia, sacerdote, fondatore dei Rogazionisti e delle Figlie del Divino Zelo. Alcune fonti riportano un altro santo al 15 aprile, martire venerato ad Auxerre, che però in realtà non è mai esistito.

## Persone

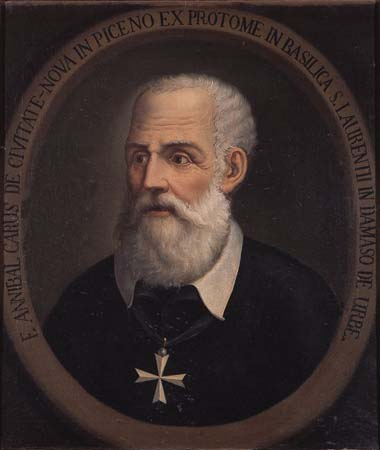
Annibale Caro

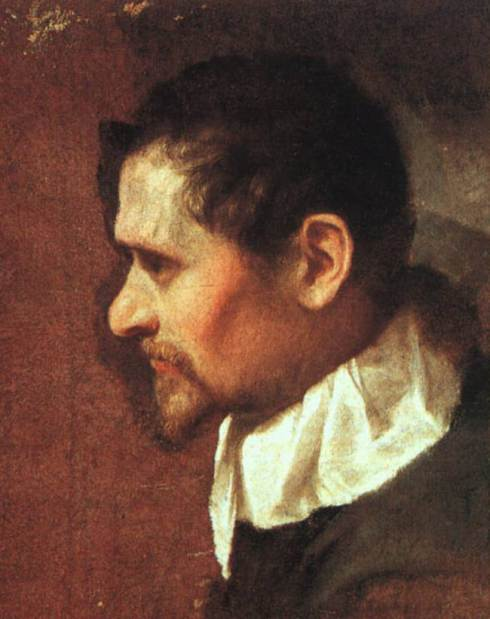
Annibale Carracci

- Annibale, condottiero e politico cartaginese
- Annibale I Bentivoglio, signore di Bologna
- Annibale II Bentivoglio, signore di Bologna
- Annibale Bergonzoli, generale italiano
- Annibale Betrone, attore e regista italiano
- Annibale Caccavello, scultore e architetto italiano
- Annibale Caro, traduttore, poeta, numismatico e drammaturgo italiano
- Annibale Carracci, pittore italiano
- Annibale Comessatti, matematico italiano
- Annibale De Gasparis, astronomo e matematico italiano
- Annibale Maria Di Francia, presbitero italiano
- Annibale Pio Fabri, tenore e compositore italiano
- Annibale Frossi, allenatore di calcio, giornalista e calciatore italiano
- Annibale Mazzuoli, pittore e restauratore italiano
- Annibale Ninchi, attore, drammaturgo e docente italiano
- Annibale Pastore, filosofo e accademico italiano
- Annibale Rigotti, ingegnere, architetto e docente italiano
- Annibale Tonelli, poliziotto e martire della Resistenza italiano
- Annibale Visconti, militare italiano

### Variante Annibal

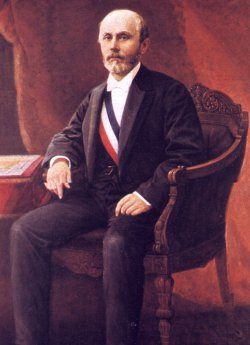
Aníbal Pinto

- Annibal Camoux, supercentenario francese
- Annibal de Coconas, militare italiano

### Variante Aníbal

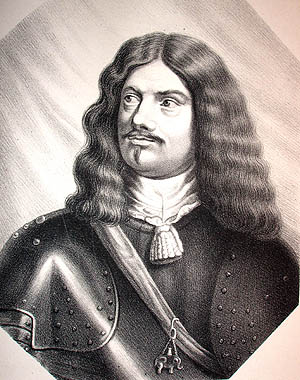
Hannibal Sehested

- Aníbal Acevedo Vilá, politico portoricano
- Aníbal Cavaco Silva, politico portoghese
- Aníbal Matellán, calciatore argentino
- Aníbal Muñoz Duque, cardinale e arcivescovo cattolico colombiano
- Aníbal Paz, calciatore uruguaiano
- Aníbal Pinto, politico cileno
- Aníbal Quijano, sociologo peruviano
- Aníbal Zañartu, politico cileno

### Variante Hannibal
- Hannibal Buress, comico e attore statunitense
- Hannibal Gheddafi, politico libico
- Hannibal Goodwin, presbitero, inventore e imprenditore statunitense
- Hannibal Hamlin, politico statunitense
- Hannibal Sehested, politico e militare danese
- Hannibal Sehested, politico danese

## Il nome nelle arti
- Annibale è un personaggio della serie a fumetti Annibale e Cannibale.
- Hannibal Hawkes, più noto come Nighthawk, è un personaggio dei fumetti DC Comics.
- Hannibal Heyes è un personaggio del telefilm Hannibal Heyes e Kid Curry.
- Hannibal Lecter è un personaggio letterario e cinematografico creato da Thomas Harris.
- Hannibal Nicalls è un personaggio legato al gruppo musicale fittizio Gorillaz.
- John "Hannibal" Smith è un personaggio del telefilm A-Team.